# Bruno Sorić
Bruno Ivo Lovre Sorić (wł. Bruno Sorich; ur. 16 maja 1904 w Metkoviciu, zm. 7 czerwca 1942 w Kistanju) – chorwacki wioślarz reprezentujący Królestwo Włoch, brązowy medalista olimpijski.
Wystąpił na igrzyskach olimpijskich w Paryżu w 1924, gdzie reprezentanci Włoch w składzie: Ante Katalinić, Frano Katalinić, Šimun Katalinić, Giuseppe Crivelli, Latino Galasso, Petar Ivanov, Bruno Sorić, Carlo Toniatti i Viktor Ljubić (sternik) zdobyli brązowy medal w ósemkach. W finale wyprzedziły ich jedynie osady Stanów Zjednoczonych i Kanady. Był to jego jedyny start olimpijski.
W tej samej konkurencji zdobył także złoty medal na mistrzostwach Europy w Como (1923) i srebrny na rozgrywanych rok wcześniej mistrzostwach Europy w Barcelonie.
Sorić zginął w trakcie II wojny światowej w walkach niedaleko wsi Kistanje.